# اچ‌ام‌اس اندومیون (۱۸۶۵)
اچ‌ام‌اس اندومیون (۱۸۶۵) (به انگلیسی: HMS Endymion (1865)) یک کشتی بود که طول آن ۲۴۰ فوت (۷۳٫۲ متر) بود. این کشتی در سال ۱۸۶۵ ساخته شد.